# Lothar-Günther Buchheim

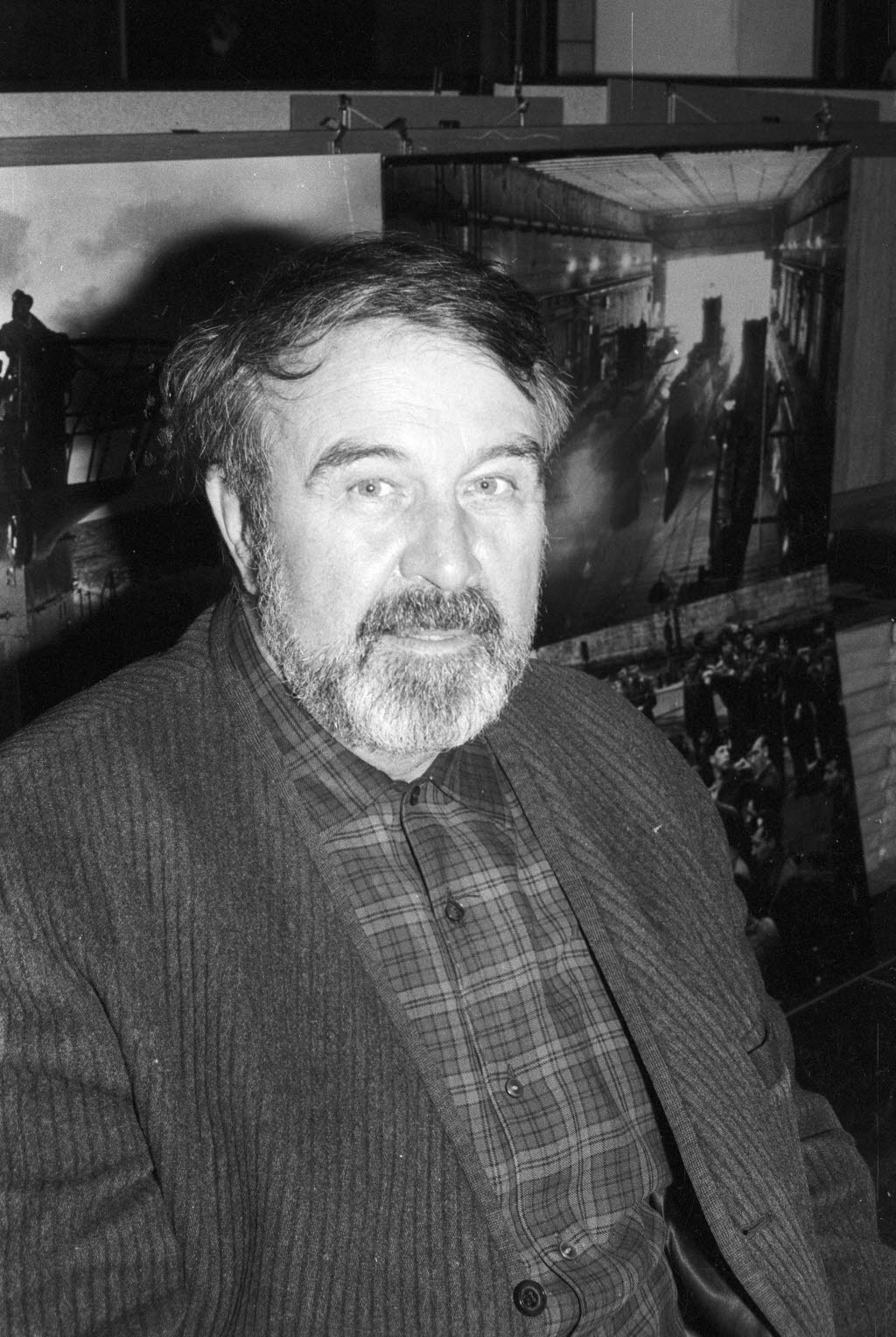
Lothar-Günther Buchheim (Foto: 1976)

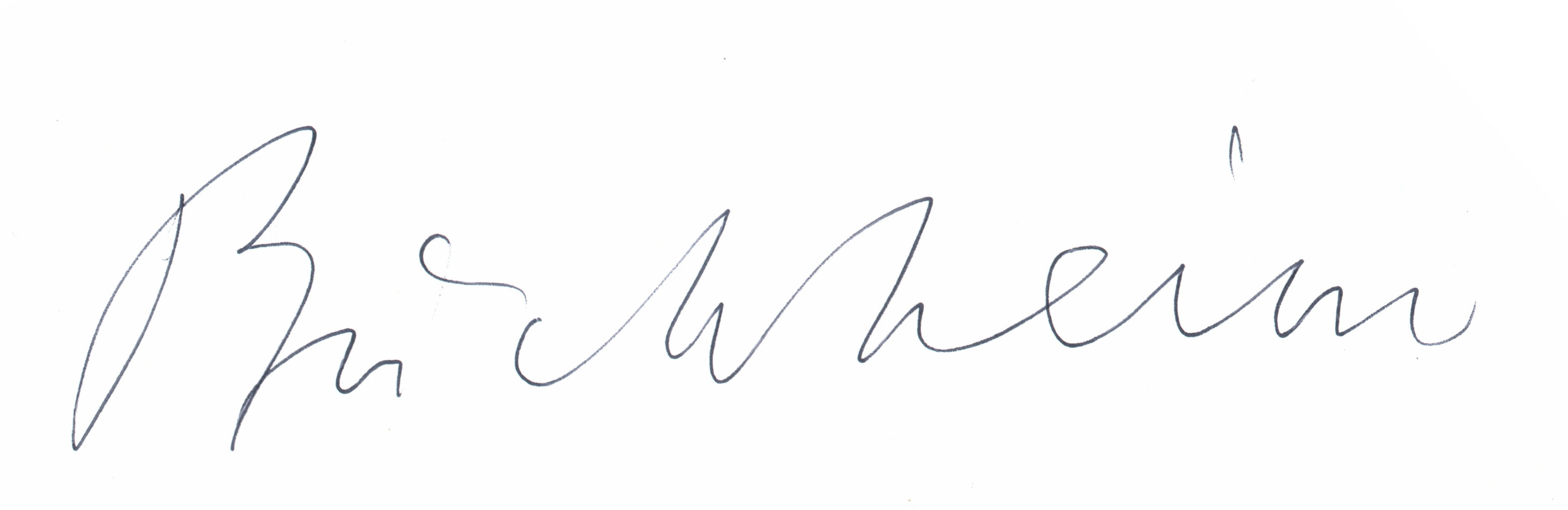
Unterschrift (1998)

Lothar-Günther Buchheim (* 6. Februar 1918 in Weimar; † 22. Februar 2007 in Starnberg) war ein deutscher Maler, Fotograf, Verleger, Kunstbuch- und Romanautor, Filmemacher, Sammler und Gründer des Buchheim-Museums der Phantasie in Bernried am Starnberger See. Bekannt ist er vielen als Autor des Romans Das Boot, dessen gleichnamige Verfilmung zu einem großen internationalen Erfolg wurde.

## Leben

### Herkunft und Jugend
Lothar-Günther Buchheim war der Sohn der in Chemnitz lebenden unverheirateten deutschen Malerin Charlotte Buchheim (1891–1964). Er hatte einen zwei Jahre jüngeren Bruder, Klaus Buchheim.
Mit seiner Familie zog er 1926 nach Rochlitz, wo er seine restliche Kindheit verbrachte, denn seine Mutter hatte einen Erzgießereibesitzer geheiratet, zog sich aber 1930 wieder nach Chemnitz zurück. Hier machte er weite Radtouren mit seinem Bruder, teilweise bis zur Ostsee, um Landschaftsbilder zu zeichnen und diese später in Linolschnitte umzusetzen. In dieser Zeit entstanden seine ersten Linolschnitt-Arbeiten. Buchheim wurde schon sehr früh als „malendes Wunderkind“ bezeichnet und arbeitete bereits an Zeitungen und Zeitschriften sowie an Kollektivausstellungen mit. Als 17-Jähriger bekam er seinen ersten öffentlichen Auftrag von der Stadt Chemnitz. In dieser Zeit veröffentlichte er das Bändchen „Lothar-Günther Buchheim – Ein ganz junger Künstler“.

### Zwischen Abitur und Zweitem Weltkrieg
Nach seinem Abitur 1937 zog er nach Italien, wo er sein erstes Buch Tage und Nächte steigen aus dem Strom verfasste (1941 veröffentlicht). In diesem Werk sammelte er alle Erfahrungen, die er bei einer Donaufahrt 1938 mit einem Faltboot bis ins Schwarze Meer gemacht hatte. Ab 1939 studierte er an der Hochschule für bildende Künste in Dresden und wechselte 1940 an die Akademie der Bildenden Künste nach München.

### Propagandatätigkeit im Zweiten Weltkrieg
Buchheim war Pressesprecher der Hitlerjugend in Sachsen und später Presseamtsleiter des Nationalsozialistischen Deutschen Studentenbundes. Er gehörte zwar nie der NSDAP an, mochte den Politiker Hitler nicht und äußerte relativ ungeniert sein Missfallen. Seine vorangegangenen Presseaktivitäten führten aber dennoch zu einer Einberufung in die Propagandakompanie (PK), wo er als Kriegsberichterstatter im Rang eines Sonderführers (Z), was dem Dienstrang eines Leutnants entsprach, bei der Kriegsmarine eingesetzt war.
Im Herbst 1941 trat Buchheim seinen Dienst für die PK an Bord des U-Bootes U 96 an. Zu dieser Zeit wurden sämtliche Atlantikboote ins Mittelmeer befohlen. U 96 wurde jedoch bereits beim Versuch der Einfahrt in die Meerenge von Gibraltar von zwei Fliegerbomben getroffen und musste schwer beschädigt nach Saint-Nazaire zurückkehren. Eine Berichterstattung über diese somit erfolglose Feindfahrt des Bootes erübrigte sich. Das umfangreiche Fotomaterial, das Buchheim erarbeitet hatte, wurde von der Nazi-Propaganda deshalb erst später verwertet. Als U 96 nach den Reparaturen von Ende Januar bis Ende März 1942 an der Operation „Paukenschlag“ teilnahm und mit der Meldung von fünf vor der amerikanischen Ostküste versenkten Schiffen heimkehrte, wurden die Fotos der Gibraltar-Fahrt kurzerhand auf diesen Kontext umgearbeitet und nicht nur in mehreren Ausgaben und auf Titelseiten der Wochenzeitung Das Reich veröffentlicht, sondern auch in der europaweit renommierten Illustrierten Signal. Über die zentrale Propagandastelle der Kriegsmarine in Frankreich fanden Buchheim-Bilder bis Kriegsende praktisch überall und in unterschiedlichsten U-Boot-Kontexten propagandistische Verwendung. Als Buchheim von der NS-Propaganda mit dem Buch „Jäger im Weltmeer“ beauftragt wurde, verarbeitete er auch in diesem „Erlebnisbericht“ lediglich seine Erfahrungen der einzigen Fahrt, die er mit U 96 unternommen hatte.

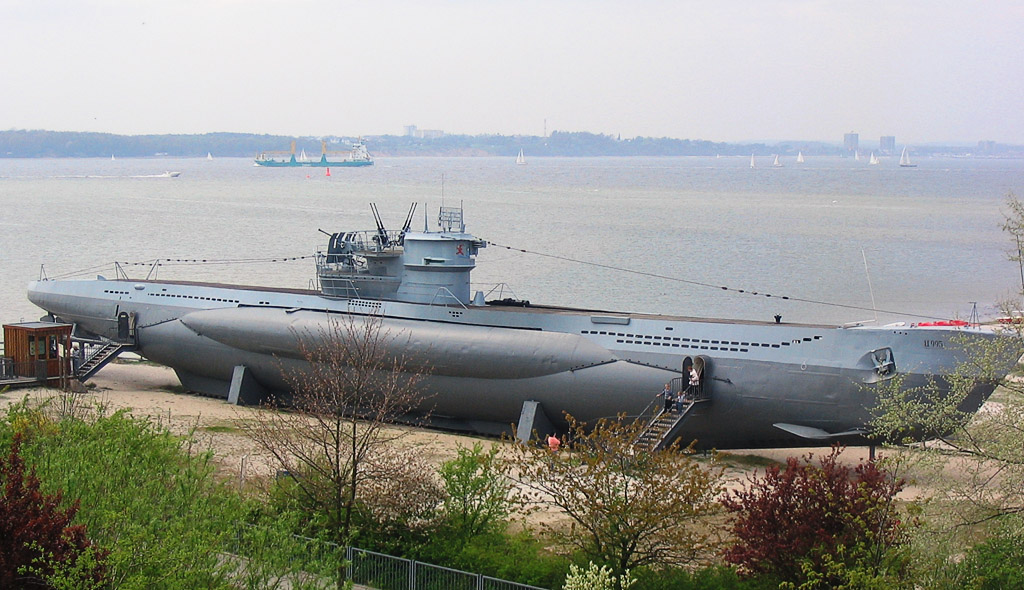
U 995, ein Boot der Version VII-C/41, 2004 vor dem Marineehrenmal in Laboe

 Nur ein einziges weiteres Mal nahm Buchheim überhaupt an einer Fahrt auf einem U-Boot teil. Als er 1944, nach dem Einmarsch der Alliierten in der Normandie, nach Frankreich beordert worden war, um den Abwehrkampf der Deutschen zu dokumentieren, wurde er nach der Umzingelung Brests im Rahmen einer Evakuierungsmaßnahme per U-Boot nach La Rochelle gebracht. Hier erlebte er bei der Einfahrt in den Hafen einen Minentreffer auf ein benachbartes U-Boot, ein Ereignis, das er später in seinem Roman „Das Boot“ mit gesteigerter Dramatik und tödlichem Ende verarbeitete. Ein weiteres Buchprojekt mit dem Arbeitstitel „Das geduckte Leben“ sollte den erfolgreichen Angriff eines U-Bootes auf einen Geleitzug schildern. Das Kriegsende verhinderte aber Buchheims Weiterarbeit an dem Manuskript.
Buchheim malte zweimal Porträts von Admiral Karl Dönitz. Zwischen 1941 und 1943 beteiligte er sich mit insgesamt 22 Zeichnungen – Porträts von Offizieren und Darstellungen von U-Booten – an der Großen deutschen Kunstausstellung in München und war damit zahlenmäßig einer der am besten vertretenen Künstler auf dieser Leistungsschau des „Dritten Reiches“. Die Werke trugen Titel wie z. B. Auf dem Vormarsch, Auf Vorposten oder Eichenlaubträger Kapitänleutnant Endraß. Letzteres Werk wurde von Joseph Goebbels und weitere von Nazi-Institutionen erworben. Neben seinen Erfolgen als Autor und Fotograf für die Nazi-Propaganda, führten seine Kunstwerke als Maler und Zeichner dazu, dass er in die „Staffel der Bildenden Künstler (SBK)“ aufgenommen wurde. Angehöriger dieser NS-Propaganda-Elite gewesen zu sein, gab Buchheim jedoch erst 2006 zu, als er kurz vor seinem Tod von einem US-Historiker konkret danach gefragt wurde.

### Tätigkeit als Künstler und Schriftsteller seit 1945
1945 gründete er die „Kunsthandwerklichen Werkstätten“ in Feldafing, wo er sich inzwischen niedergelassen hatte. Nach Kriegsende verfasste er Kunstbücher über Max Beckmann, Otto Mueller und Pablo Picasso, die ihn, zusammen mit seinen Büchern über Erfahrungen aus dem Zweiten Weltkrieg, bekannt machten.
Buchheim gründete 1951 einen Kunstbuchverlag in Frankfurt am Main, der sich heute in Feldafing befindet und den er zusammen mit seiner 1955 geheirateten zweiten Ehefrau Diethild (1922–2014) und deren beiden Schwestern betrieb.
In den 1950er Jahren entstand seine Sammlung von insbesondere graphischen Werken des deutschen Expressionismus (vor allem der Künstlergemeinschaft Die Brücke). Da der Wert dieser Kunst noch nicht allgemein anerkannt war, konnte er die Werke zu einem niedrigen Preis erwerben.
1968 nahm er die Arbeiten am U-Boot-Manuskript wieder auf und beendete 1971 den Roman unter dem Titel „Das Boot“. Die Verfilmung des Romans Das Boot im Jahr 1981 sorgte für die weitere Bekanntheit seines Verfassers. „Das Boot“, der im Jahr 1995 erschienene Roman „Die Festung“ und der Gegenwartsroman „Der Abschied“, erschienen 2000, bilden eine Trilogie.
1972 machte Buchheim eine Malerreise über New York und San Francisco bis in die Südsee. Während dieser Reise entstanden viele Aquarelle und Gouachen, die er später die Tropen von Feldafing nannte.
In den 1960er und 1970er Jahren unternahm er zahlreiche Maler- und Erkundungsreisen, in deren Ergebnis mehrere Reiseberichte und Fotobücher erschienen. In den Jahren von 1981 bis 1985 wurden viele seiner Arbeiten in Leningrad, Moskau, Madrid, Tel Aviv und Japan ausgestellt.

### „Ruhestand“ seit 1983 und Museumsprojekt

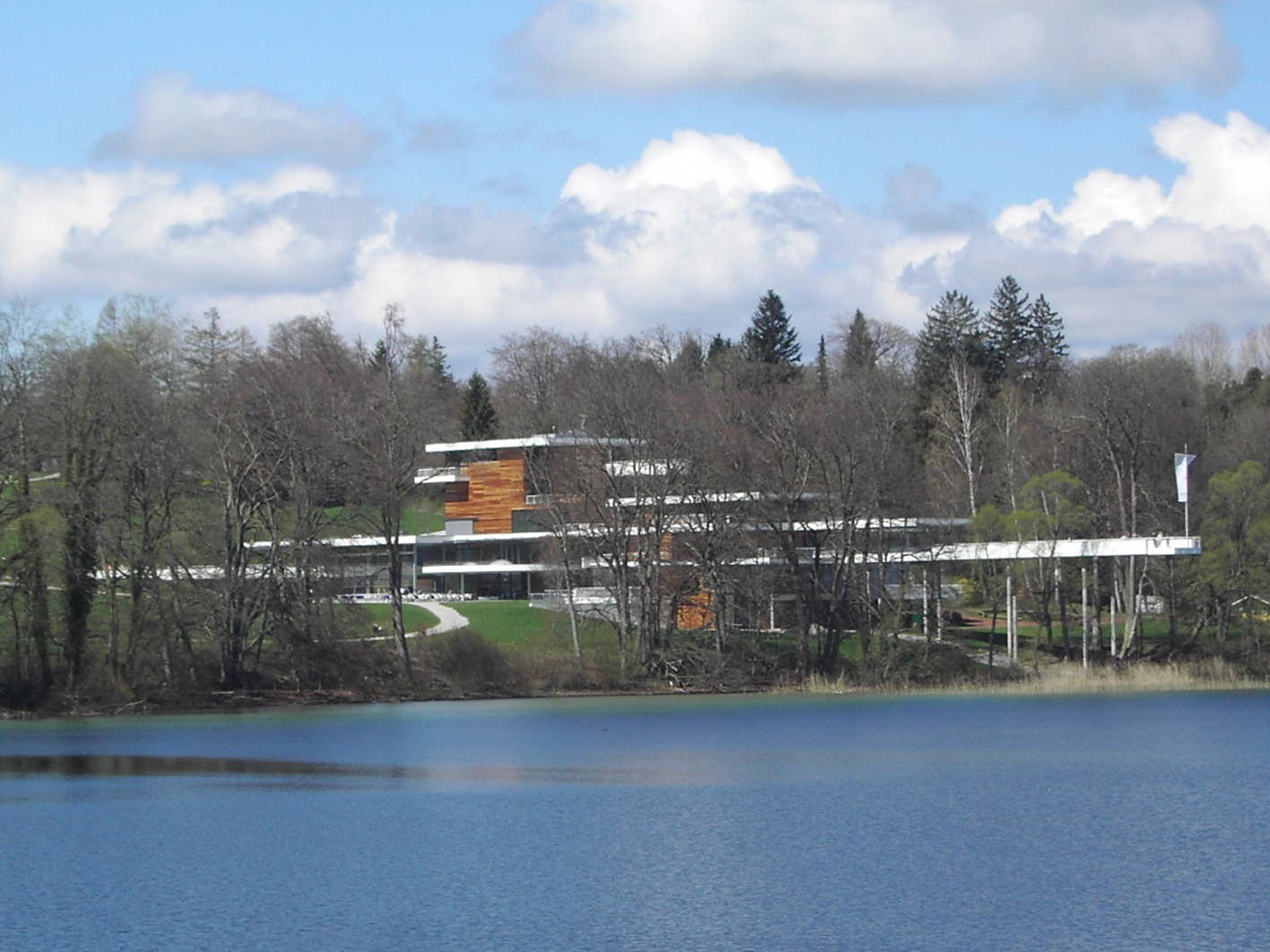
Buchheim-Museum/Museum der Phantasie in Bernried

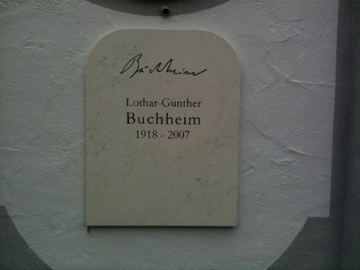
Urnengrab von Lothar-Günther Buchheim in Bernried.

Nachdem Buchheim 1983 mit knapp 65 Jahren das Malen und Schreiben für die Öffentlichkeit beendet hatte, wollte er zunächst seine gesammelten Werke im Duisburger Lehmbruck-Museum unterbringen. Da dieses Vorhaben aber an Meinungsverschiedenheiten mit der Stadt Duisburg scheiterte, zog er sein Angebot Mitte der 1980er Jahre zurück.
1996 gründete Buchheim die gemeinnützige Buchheim-Stiftung. Jahrelang plante er, seine auf rund 100 Millionen Euro geschätzte Sammlung in seinem Wohnort Feldafing unterzubringen. Doch die Gemeinde lehnte nach Querelen mit ihm, der auch „Poltergeist von Feldafing“ tituliert wurde, ab. 1998 brachte ein Bürgerbegehren das endgültige Aus für seine Museumspläne in Feldafing, und Buchheim wich in die nahe Gemeinde Bernried aus. 2001 finanzierte die Buchheim-Stiftung nach rund 30-jährigen Bemühungen das Museum der Phantasie in Bernried, auch als Buchheim-Museum bekannt. Das Museum wurde am 23. Mai 2001 eröffnet. In diesem Museum, in dem Buchheim bis zu seinem Tod Direktor war, platzierte er seine gesammelten Werke. Da im Laufe der Zeit Fragen im Zusammenhang mit dem Erwerb und der Herkunft der Werke auftauchten, „überprüfte seit 2017 Provenienzforscherin Johanne Lisewski die Bestände des Museums und macht die Ergebnisse ihrer Forschungen sowie digitalisiertes Quellenmaterial auf einer Datenbank zugänglich.“ Allerdings klafften auch 2024 bei vielen Arbeiten im heiklen Zeitraum von 1933 bis 1945 noch Lücken in der Provenienzhistorie.
Charakteristisch war Buchheims Augenklappe, die er seit Anfang der 1980er Jahre auf Grund einer missglückten Operation über dem linken Auge trug.
Lothar-Günther Buchheim starb am 22. Februar 2007 an einem Herzleiden. Seine Urne wurde auf dem Friedhof in Bernried beigesetzt.

## Persönliches und Rezeption durch den Sohn
Während seiner Zeit bei der Marine in Frankreich lernte Buchheim die französische Résistance-Kämpferin Geneviève Militon kennen, die er auch in seinen Romanen Das Boot und Die Festung unter dem Namen Simone porträtierte. Die beiden verliebten sich ineinander, doch wenig später wurde sie – nach ihrer eigenen, aber unbewiesenen Darstellung – von Buchheims Bruder Klaus an die SS verraten und im KZ Ravensbrück inhaftiert. Auch ihr Vater war Häftling in den Konzentrationslagern Buchenwald und Wansleben und überlebte nur knapp. In der Absicht, Klaus Buchheim zu erschießen, erschien die inzwischen für den französischen Geheimdienst arbeitende Militon 1947 in Lothar-Günther Buchheims Wohnung, allerdings ohne ihre ursprüngliche Absicht umzusetzen. Stattdessen verliebte sie sich erneut in ihn. Die beiden heirateten, und 1949 wurde Buchheims Sohn Yves geboren. Allerdings hielt die Ehe nur kurz, und die Mutter verließ die Familie zugunsten eines Amerikaners, nachdem der Vater sich ebenfalls bereits um andere Frauen „gekümmert“ hatte. Zuvor, 1948, hatte Buchheim bereits eine Tochter von einer anderen Frau bekommen, Nina.
In seiner Rolle als Vater sei Buchheim ein „Totalausfall“ gewesen, sagte sein Sohn in einem Interview zu dessen 100. Geburtstag. Es habe kein Familienleben gegeben, „keine Liebe, nichts von dem, was man sich als Sohn vom Vater wünscht“. Er, Yves, sei für den Vater das Kuckucksei gewesen, das ihm eine seiner Frauen ins Nest gelegt habe, und sei von ihm als „Bastard“ und „verdammter Hurensohn“ bezeichnet worden, den er nie haben wollte.
Kritisch äußerte sich der Sohn auch zum Lebenswerk seines Vaters. Den Nazis habe er treu und ergeben gedient, solange es ihm genützt habe, doch nach dem Krieg habe er, weil es opportuner erschien, radikal die Position gewechselt. Auch habe er nach dem Krieg Kunstwerke aus beschlagnahmten Beständen von den Amerikanern gestohlen und daher Angst vor Regressforderungen von Juden oder Amerikanern gehabt. Im selben Zusammenhang warf Yves Buchheim dem Buchheim-Museum vor, nur halbherzig Provenienzforschung zu betreiben. Ferner habe sein Vater systematisch und umfänglich Steuerhinterziehung betrieben.
1955 heiratete Buchheim ein zweites Mal, und zwar die Buchhändlerin Diethild Wickboldt, die er fünf Jahre zuvor auf der Leipziger Buchmesse kennengelernt hatte. Nach dem Tod ihres Mannes holte sie als Vorsitzende der Buchheim-Stiftung einen Teil der von ihrem Mann ins Ausland verschobenen Gelder nach Deutschland zurück und ließ sie nachversteuern.
Die Freundschaft zwischen Buchheim und Heinrich Lehmann-Willenbrock, dem literarischen Vorbild des Alten in Buchheims Marine-Trilogie, zerbrach im Jahre 1986, nachdem Letzterer sich in einem Interview nach Buchheims Ansicht zu positiv über die deutschen U-Boot-Fahrer geäußert hatte. Kurz darauf starb Lehmann-Willenbrock.

## Auszeichnungen und Ehrungen
- 1983 Bundesverdienstkreuz
- 1985 Ehrendoktor der Universität-Gesamthochschule Duisburg für seine kunstwissenschaftlichen Arbeiten. Kurz vorher wurde er zum Professor ernannt.
- 1986 Großes Verdienstkreuz des Verdienstordens der Bundesrepublik Deutschland
- 1988 Bayerischer Verdienstorden
- 1992 Ehrenbürger der Stadt Chemnitz, 2001 zurückgegeben, weil eine Ausstellung seiner umstrittenen Kriegszeichnungen scheiterte
- 1993 Ernst-Hoferichter-Preis (gemeinsam mit Asta Scheib, Helmut Seitz)
- 1996 Großes Verdienstkreuz mit Stern der Bundesrepublik Deutschland
- 1998 Bayerischer Maximiliansorden für Wissenschaft und Kunst
- 1998 Hans-Prinzhorn-Medaille[20]

## Bücher
- Tage und Nächte steigen aus dem Strom. Eine Donaufahrt. 1941 (Erweiterte Ausgabe 2000, ISBN 3-7844-2772-3 und unveränderte Neuauflage TB 2001, ISBN 3-492-23297-3).
- Jäger im Weltmeer. 1943/1996, ISBN 3-455-11172-6 (Unveränderte Neuauflage TB 2005, ISBN 3-492-24470-X).
- Georges Braque. Das graphische Werk. 1950.
- Henri Matisse. Aus dem graphischen Werk. 1950.
- Pablo Picasso. Aus dem graphischen Werk. 1950.
- Braque („Die Farbige Reihe“). 1951.
- Raoul Dufy („Die Farbige Reihe“). 1951.
- Henri de Toulouse-Lautrec. Die Lithographien. („Die Farbige Reihe“). 1951.
- Henri Matisse („Die Farbige Reihe“). 1952.
- Max Beckmann. Die Welt des Einzelnen. Holzschnitte, Radierungen, Lithographien. („Buchheim Bücher“). 1954.
- Pierre Bonnard („Die Farbige Reihe“). 1954.
- Um 1900. Lithographien von Toulouse-Lautrec, Bonnard, Vuillard. („Buchheim Bücher“). 1954.
- Lexikon der modernen Kunst. Bearbeitet und herausgegeben von Lothar-Günther Buchheim. 1955.
- Fernand Leger. Menschen und Objekte. („Buchheim Bücher“). 1955.
- Zwischen Traum und Tag. Zeichnungen von Marc Chagall. („Buchheim Bücher“). 1955.
- Festliche Welt. Zeichnungen von Raoul Dufy. („Buchheim Bücher“). 1955.
- Die Künstlergemeinschaft „Brücke“. Gemälde, Zeichnungen, Graphik, Plastik. Dokumente des deutschen Expressionismus. 1956.
- Französische Graphik des XX. Jahrhunderts. („Buchheim Bücher“). 1956.
- Deutsche Graphik des XX. Jahrhunderts. Holzschnitte. („Buchheim Bücher“). 1956.
- Hector Trotins Sonntagswelt. 1957.
- Der „Blaue Reiter“ und die „Neue Künstlervereinigung München“. 1958.
- Picasso. Eine Bildbiographie. 1958.
- Wie malt man abstrakt? Eine leichtfassliche Anleitung. 1958 (Neuauflage 2002, ISBN 3-7659-1051-1)
- Graphik des deutschen Expressionismus. 1959.
- Max Beckmann. Leben und Werk. 1959.
- Max Kaus. Graphik aus den Jahren 1916–1926. 1959.
- Otto Mueller. Leben und Werk. 1963 (Neuauflage mit verändertem Layout 2003, ISBN 3-7659-1052-X).
- Der Maler im herbstlichen Hain. Chinesische Landschaften von Chi Pai Shih. 1964, ISBN 978-3-7659-0982-5.
- Max Kaus. Frühe Lithographien. 1964.
- Jugendstilplakate („Buchheims große Kunstbücher“). 1969.
- PI PA POP POSTERS. 1969 (Reprint 2007, ISBN 978-3-7659-1062-3).
- Das Boot. Roman. 1973 (Neuauflage 2005, ISBN 3-492-04754-8); Übersetzungen in 30 Sprachen.
- U-Boot-Krieg. 1976 (3. Auflage 2001, ISBN 3-492-04042-X).
- Staatsgala. 1977, ISBN 3-426-05608-9.
- Mein Paris – Eine Stadt vor dreißig Jahren. 1977, ISBN 3-492-02294-4 (Neuauflage mit dem Titel „Paris-Paris“, TB. 2004, ISBN 3-7659-1055-4).
- Staatszirkus – mit der Queen durch Deutschland. 1978, ISBN 3-423-01438-5.
- Die Tropen von Feldafing. 1978 (Neuauflage TB 2001, ISBN 3-7659-1050-3).
- Der Luxusliner. 1980.
- U 96 – Szenen aus dem Seekrieg. 1981.
- Das Segelschiff. 1982 (Veränderte Neuauflage, 1986).
- Die U-Boot-Fahrer – Die Boote, die Besatzungen und ihr Admiral. Diverse Ausgaben: 1985, 1986, 1998, ISBN 3-492-04044-6, Sonderausgabe 2005, ISBN 3-937501-08-8.
- Das Museum in den Wolken. Zum Fall Duisburg. 1986, ISBN 3-8135-0278-3.
- Malerbuch. 1988, ISBN 3-7857-0484-4.
- Die Festung. 1995, ISBN 3-455-00733-3 (Neuauflage. TB. 2005, ISBN 3-492-24470-X).
- U-Boot-Krieg. 1997 (Neuauflage 2001, ISBN 3-937501-09-6).
- Zu Tode gesiegt. Der Untergang der U-Boote. 1998 (Neuauflage 2001, ISBN 3-492-04043-8).
- Der Abschied. Roman. Piper, München/Zürich 2000, ISBN 978-3-492-04273-4.

## Filme
- Das Boot (D, 1981), unter der Regie von Wolfgang Petersen, mit Jürgen Prochnow und anderen
- Konvoi ins Kattegat. 1981
- Das Segelschiff. 1981
- Buchheims bunte Sammlerwelt. 1985
- Zu Tode gesiegt – Vom Untergang der U-Boote. 1985
- Die Villa und ihr Buchheim. Dokumentation von Bernt Engelmann und Gisela Wunderlich

## Ausstellungen
- 1997 Städtische Galerie im Park Viersen

## Darsteller
- Doktor Faustus (D, 1982), nach dem Roman von Thomas Mann, unter der Regie von Franz Seitz (Buchheim spielt darin den Dr. Erasmi)
- Erfolg (D, 1990), nach dem Roman von Lion Feuchtwanger, unter der Regie von Franz Seitz (Buchheim spielt darin den Galeristen)